# Турки в России
Турки в России — люди полного или частичного этнического турецкого происхождения, которые либо иммигрировали, либо родились в России. Община в основном состоит из нескольких миграционных волн, в том числе: потомков османско-турецких пленников во время русско-турецких войн; турецкой общины месхетинцев; и более поздних турецких иммигрантов из Турецкой Республики.

## История

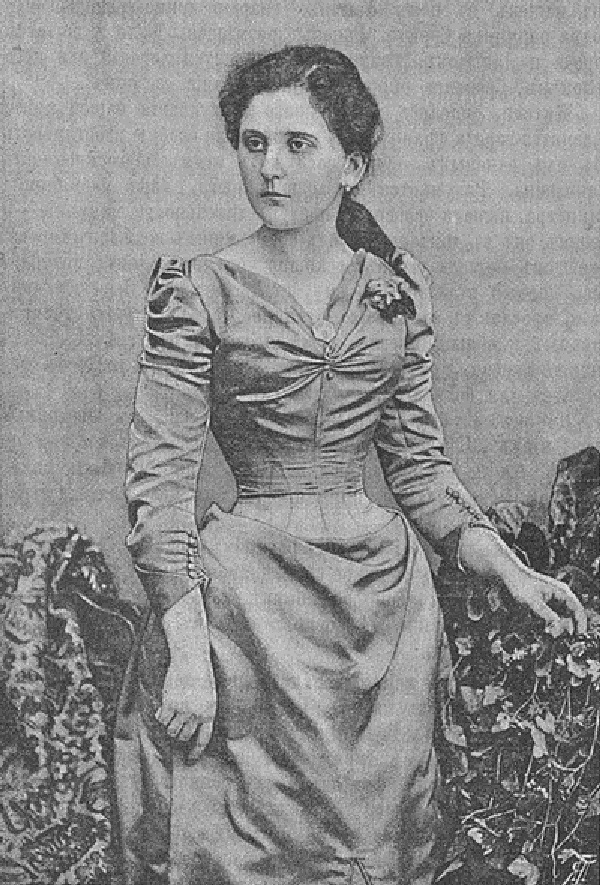
Мария Константиновна Кексгольмская была найдена русскими солдатами во время Русско-турецкой войны 1877—1878 годов и стала дочерью российского полка

По данным первой Всесоюзной переписи населения в 1926 году в СССР проживало 8570 турок-османов. Турки-османы больше не фигурируют в переписи отдельно, поскольку предполагается, что те, кто жил в России в 1920-х годах, впоследствии либо ассимилировались в российском обществе, либо покинули страну.
В конце 1970-х годов власти Ставрополя и Краснодара посетили различные регионы Узбекистана, чтобы пригласить и завербовать турок-месхетинцев для работы на сельскохозяйственных предприятиях на юге России. В 1985 году Москва выступила с предложением пригласить больше турок-месхетинцев переехать в деревни на юге России, которые были покинуты этническими русскими, переезжавшими в города. Однако турки-месхетинцы ответили, что они покинут Узбекистан только в том случае, если переедут на свою родину. Затем, в 1989 году, этнические узбеки начали серию протестных акций против турок. Турки стали жертвами беспорядков в Ферганской долине, которые привели к гибели более ста человек. Через несколько дней было объявлено о решении 503, приглашающем турок занять пустующие фермы на юге России, переезду куда они годами сопротивлялись, и около 17 000 турок-месхетинцев переселились на территорию России. Существует теория, что Москва спланировала беспорядки. К началу 1990-х годов 70 000 турок-месхетинцев, которые всё ещё проживали в Узбекистане, уехали в Азербайджан, Россию и Украину из-за опасений продолжения насилия.
В 2000-е годы в России наблюдался рост числа иммигрантов из Турции; число турецких трудовых мигрантов росло в среднем на 30—50% в год. К 2008 году в России работало более 130 000 турецких граждан; большинство турецких иммигрантов — это те, кто вступил в брак с гражданами России, а затем переехал жить на родину партнёра.

## Демография
Согласно Всероссийской переписи населения 2021 года, 116 705 человек назвали себя турками, а 4 095 человек — турками-месхетинцами. Таким образом, перепись показала, что в стране проживает в общей сложности 120 800 турок.
| Год переписи | Количество турок |
| ------------ | ---------------- |
| 1939         | 2936             |
| 1959         | 1377             |
| 1970         | 1569             |
| 1979         | 3561             |
| 1989         | 9890             |
| 2002         | 95 672           |
| 2010         | 109 883          |
| 2021         | 120 800          |

## Дискриминация
По данным Комиссии по безопасности человека, турки-месхетинцы в России, особенно в Краснодаре, столкнулись с враждебностью со стороны местного населения. Турки-месхетинцы из Краснодара пострадали от серьёзных нарушений прав человека, включая лишение их гражданства. Сообщается также о том, что они были лишены гражданских, политических и социальных прав, им запрещено владеть собственностью и работать. С 2004 года многие турки начали уезжать из Краснодарского края в США в качестве беженцев.